# Ana Belén García Antequera
Ana Belén García Antequera (Valdepeñas, província de Ciudad Real, 30 de gener de 1981) és una ciclista espanyola, que fou professional del 2007 al 2011. Va combinar la carretera amb el ciclisme de muntanya i el ciclocròs. Del seu palmarès destaca el Gran Premi de Zizurkil de 2007.

## Palmarès
- 2007
  - 1a a l'Emakumeen Aiztondo Sari Nagusia